# Gnophos sheljuzhkoi
Gnophos sheljuzhkoi là một loài bướm đêm trong họ Geometridae.